# Musée national d'histoire naturelle du Chili
Le Musée national d'histoire naturelle du Chili (en espagnol, Museo Nacional de Historia Natural de Chile) est un des trois musées nationaux du Chili, fondé en 1830.
Un Français, Jean-François Dauxion-Lavaysse (né en 1770 ou 1775 et mort le 8 juillet 1829 à Arica), en est le premier directeur. Il est aussi le premier directeur du jardin botanique,.